# Oman ypsilon
Oman ypsilon är en fiskart som beskrevs av Springer, 1985. Oman ypsilon ingår i släktet Oman och familjen Blenniidae. Inga underarter finns listade i Catalogue of Life.